# Gastropotens II. Mutación tóxica
Gastropotens II. Mutación tóxica es un cortometraje de animación de bajo presupuesto realizado por Pablo Llorens en 1994: es la segunda parte de Gastropotens.

## Sinopsis
Durante su cumpleaños, Bobi y sus amigos se atiborran de chucherías de la multinacional Mutox Inc. Corporation, cuyo exceso de aditivos les producirá terribles efectos mutantes. ¿Podrá Gastropotens solucionar esta amenaza?